# エムジェイワークス
株式会社MJworks（エムジェイワークス）は、東京都渋谷区に本社を置くブランド品、貴金属、時計、アパレル、家具の買取・販売・卸をするアパレル企業である。

## 概要
2019年12月末における国内店舗数は3店舗、2019年12月末における海外店舗数は1店舗。

## 店舗展開
現在は、日本、香港に店舗を展開している。
- 日本国内 - 3店舗（2019年12月末時点）
- 海外店舗 - 1店舗（2019年12月末時点）